# La Rinconada, Hidalgo
La Rinconada är en ort i Mexiko.   Den ligger i kommunen Tepeapulco och delstaten Hidalgo, i den sydöstra delen av landet, 90 km nordost om huvudstaden Mexico City. La Rinconada ligger 2 548 meter över havet och antalet invånare är 122.
Terrängen runt La Rinconada är huvudsakligen kuperad, men österut är den platt. Runt La Rinconada är det ganska tätbefolkat, med 108 invånare per kvadratkilometer. Närmaste större samhälle är Apan, 19,9 km söder om La Rinconada. Trakten runt La Rinconada består till största delen av jordbruksmark.